# Hofgarten de Munich

Le Hofgarten (Jardin de Cour) est un parc baroque de Munich, faisant partie de la résidence de Munich et se trouvant directement dans le prolongement de l'Englischer Garten.

## Histoire
Le jardin est créé entre 1613 et 1617 par le prince-électeur de Bavière Maximilien Ier dans un style italien. L'entrée principale (Hofgartentor) donne à l'ouest sur l'église des Théatins et a été réalisée en 1816 par l'architecte royal Leo von Klenze. Des deux côtés de la porte se trouvent des arcades. Au nord, se tient le Deutsches Theatermuseum, à l'ouest la fresque de Peter von Cornelius décrivant l'histoire de la famille Wittelsbach. Au nord-ouest se trouve la Geschäfthaus, érigée en même temps que le quartier adjacent en 1822 (ou 1826). Au sud, la façade de la résidence de Munich. À l'est la chancellerie d'Etat de Bavière, qui avant la Seconde Guerre mondiale contenait le musée de l'armée, a été presque entièrement détruite pendant celle-ci, seule la partie centrale ayant été épargnée. Avant la construction de musée de l'armée à cet emplacement en 1905, se trouvait depuis 1807 la caserne du Hofgarten, elle-même précédée par deux belvédères. Depuis les années 1920, un monument aux morts se trouve également dans la partie est du jardin (sculpture de Bernhard Bleeker).
Au centre du Hofgarten se trouve un pavillon, le temple de Diane, construit par Heinrich Schön en 1615. Les chemins du jardins partent des huit arches du pavillon. Dans le pavillon en lui-même se tiennent des concerts, et c'est un point de rencontre pour les danseurs de tango, salsa, swing de la ville. Des musiciens de rue y trouvent également refuge. Les quatre fontaines murales à l'intérieur du pavillon sont remarquables, avec leur ornement de moules. Elles sont évoquées dans Les Nourritures terrestres d'André Gide. La statue de Diane trônant sur le temple est une copie de la Tellus Bavaria, réalisée par Hubert Gerhard en 1623. L'original a été mis en sécurité dans la Kaisersaal de la résidence adjacente. La fontaine de l'Hofgarten est mise en action par l'Hofbrunnwerk.
De juillet à novembre 1937, l'Hofgarten est un haut-lieu de la propagande nazie ; c'est là en effet qu'ont lieu les expositions d'Entartete Kunst (ou « art dégénéré »). 
Après la Seconde Guerre mondiale, durant laquelle le Hofgarten a été complètement détruit, il fallut trouver un compromis entre le style anglais qui y régnait au milieu du XIXe siècle et le style original du XVIIe. Le jardin a finalement été reconstitué d'après les plans de Carl Effner datant de 1853.
Depuis 1996 se trouve également sur l'Hofgarten, à l'entrée de la chancellerie, le monument aux résistants contre la dictature nazie.

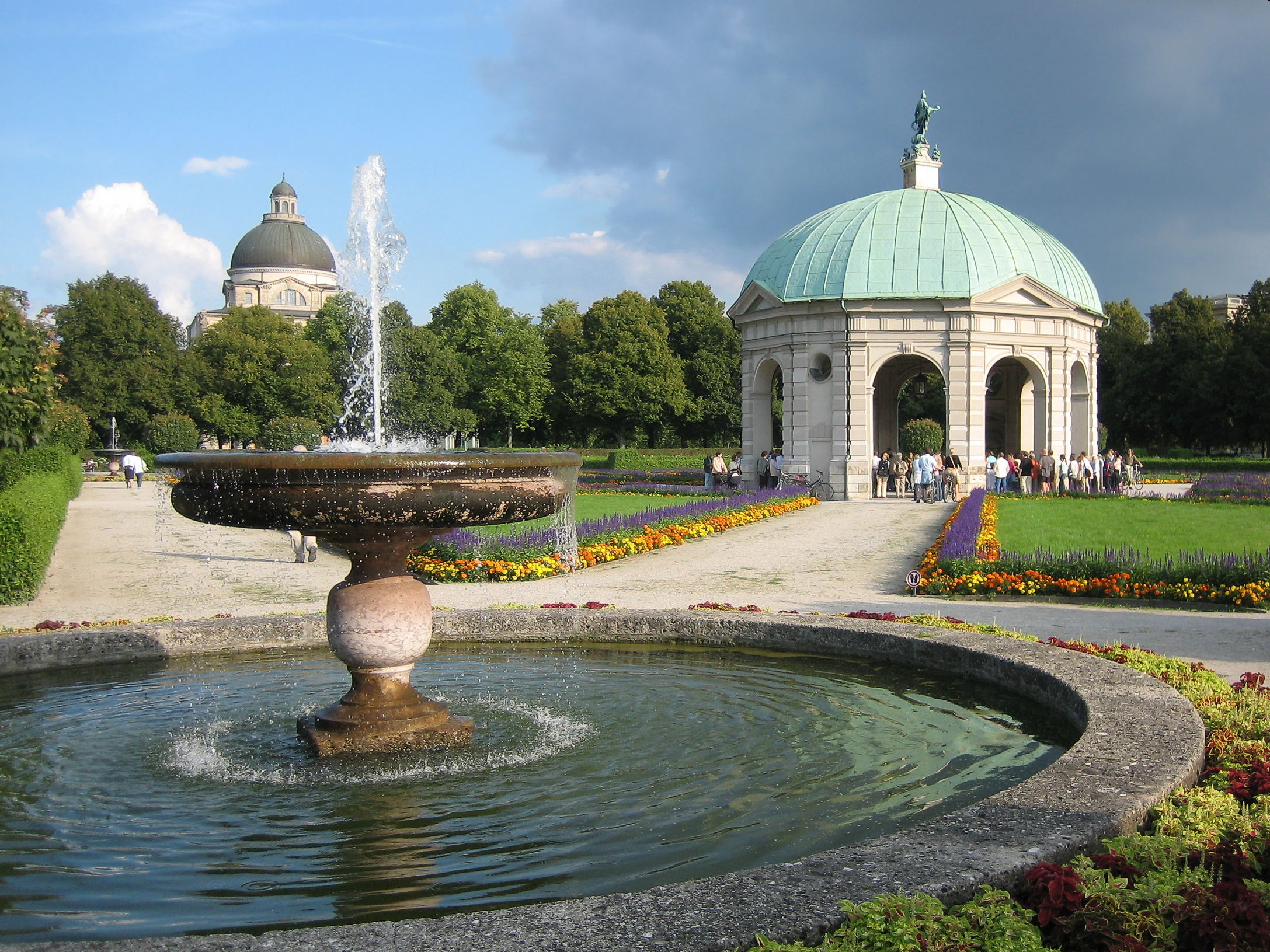
Hofgarten de Munich.
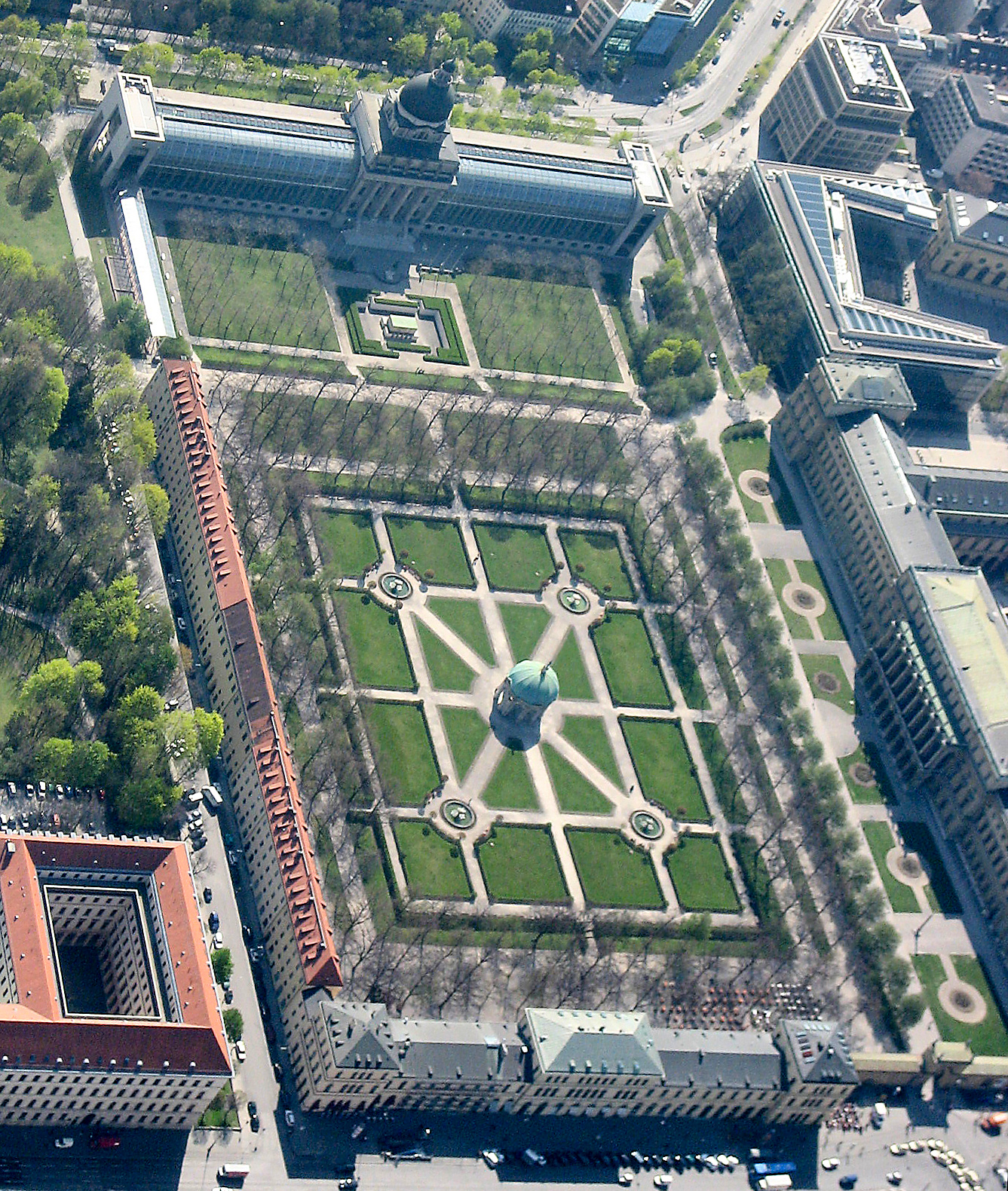
Vue aérienne.
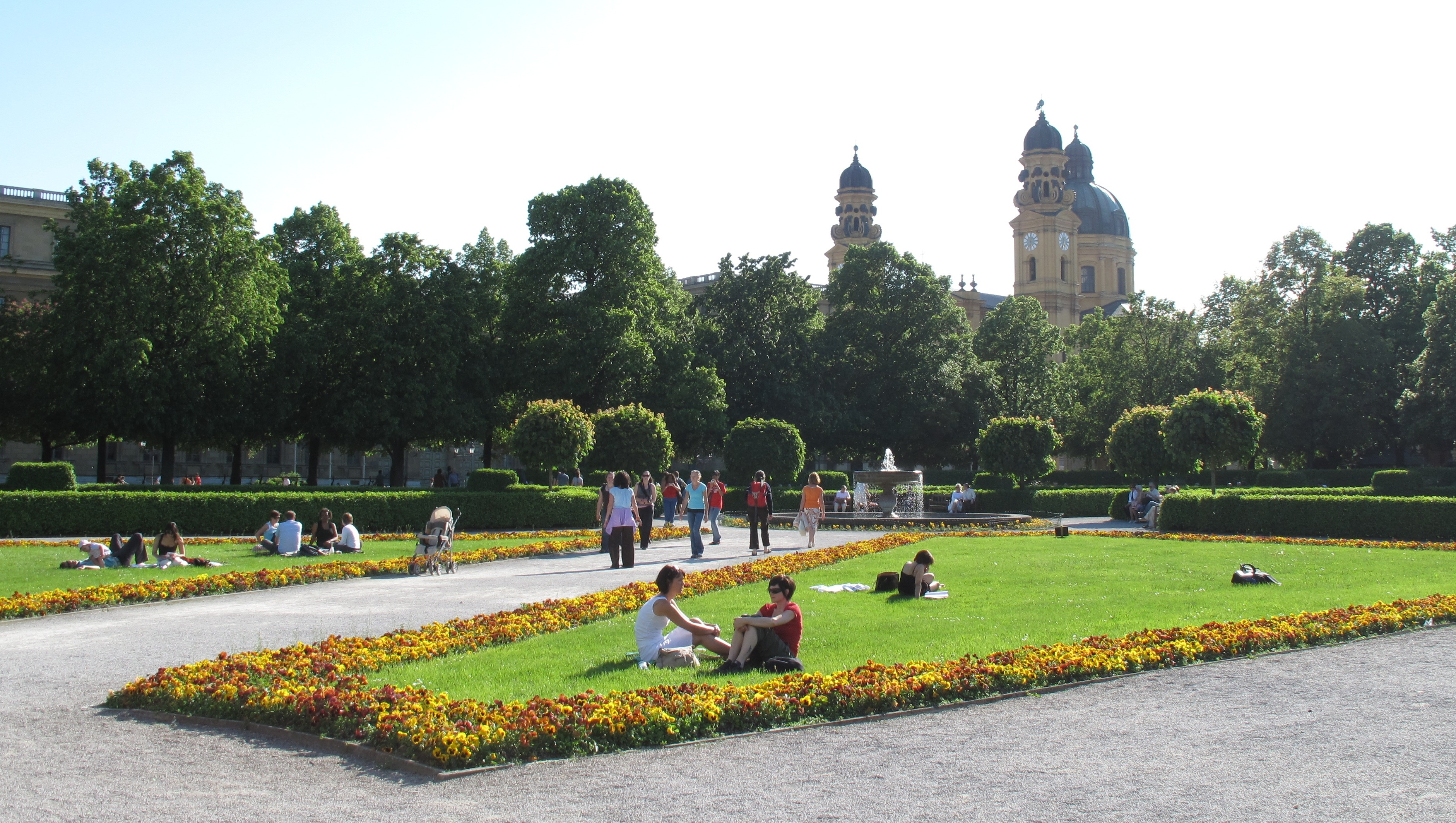
Hofgarten de Munich avec la Theatinerkirche en arrière-plan.
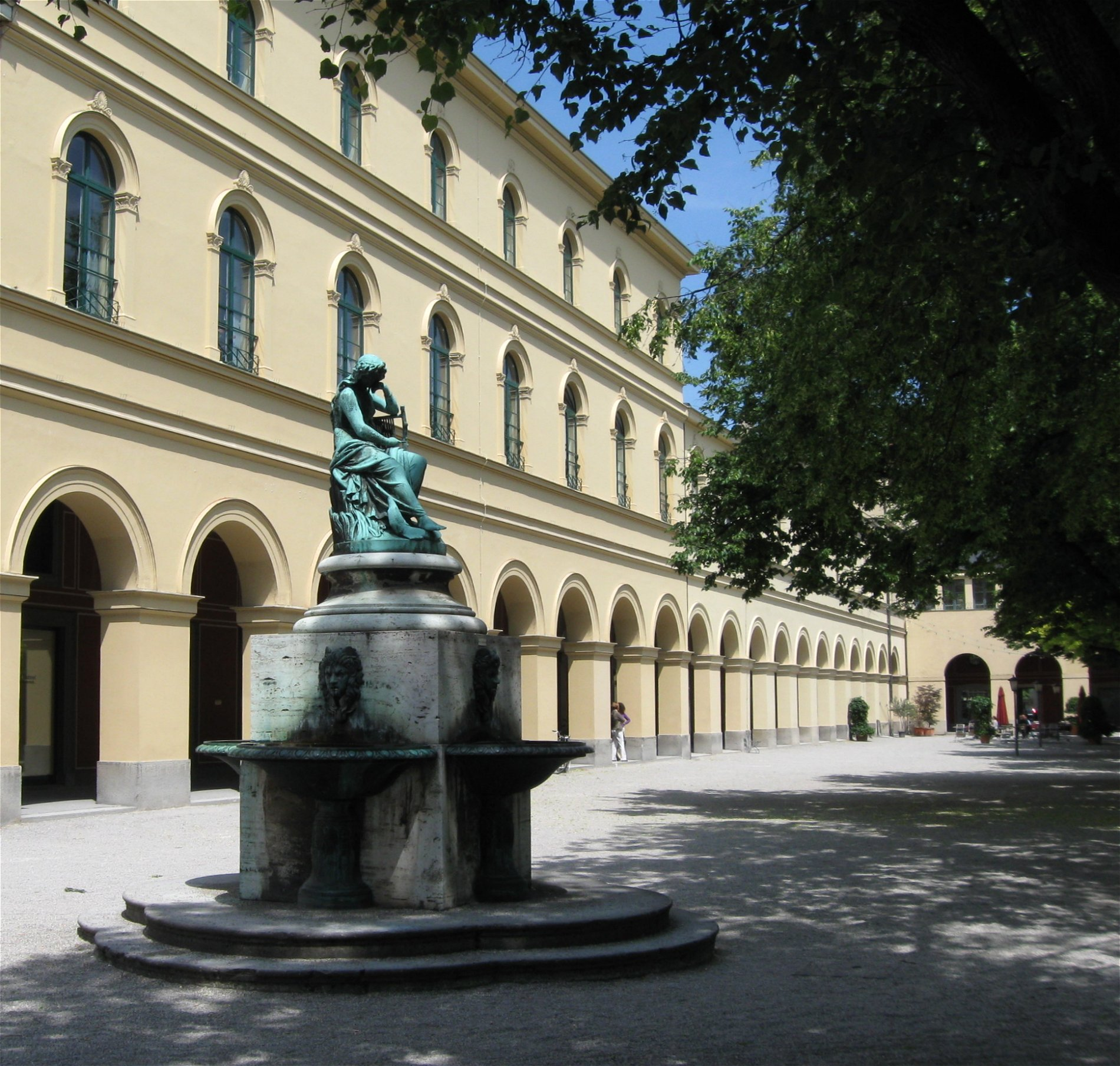
Hofgarten de Munich avec la fontaine des nymphes.
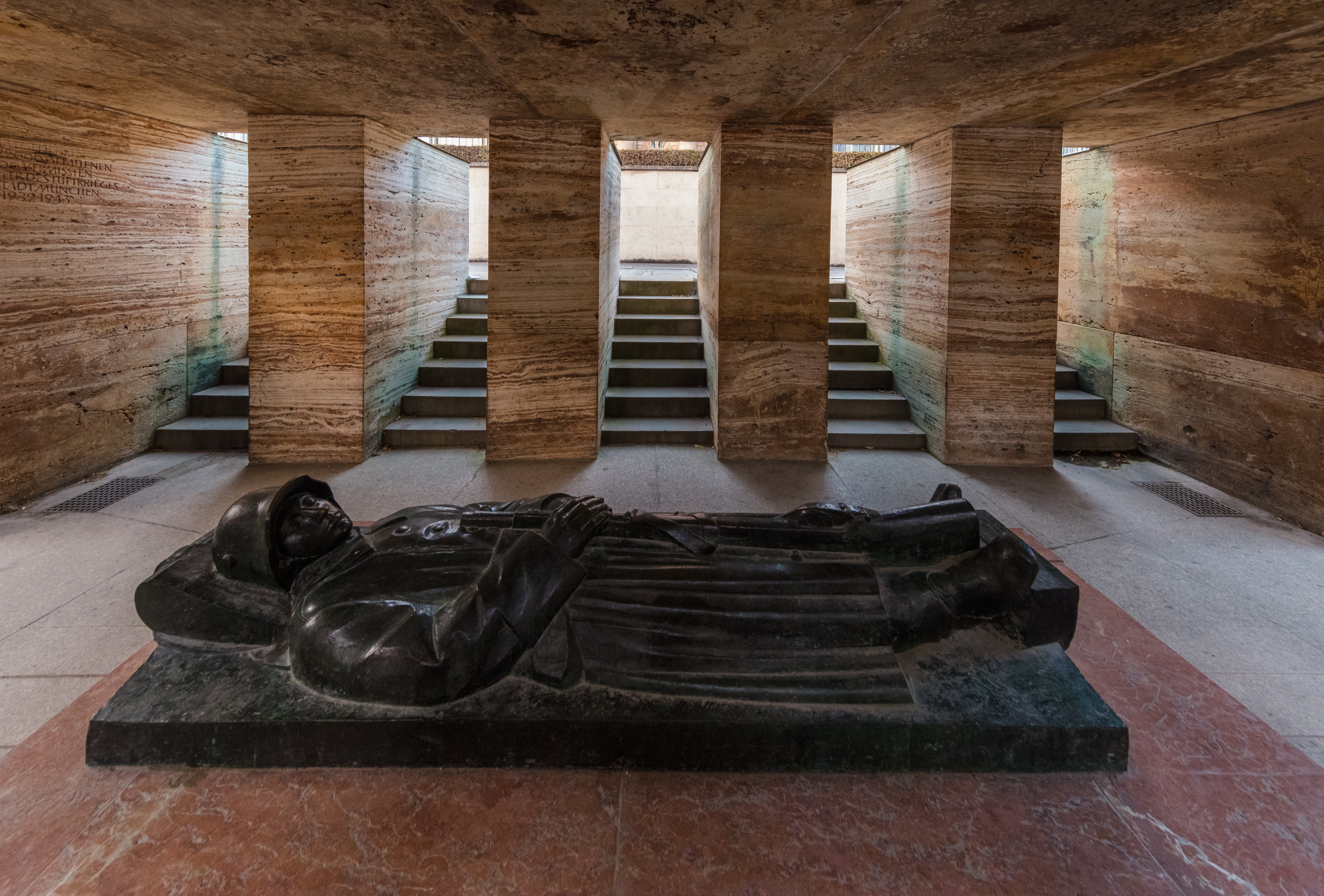
Dans le parc, mémorial des munichois tués durant la Première Guerre mondiale.